# Mare de Déu del Camí (Cambrils)
La Mare de Déu del Camí és una ermita de Cambrils, antiga església parroquial segons apareix documentada l'any 1214.
L'edifici actual és renaixentista tardà del 1778 i es va construir amb pedres procedents de la pedrera de Montjuïc. Té tres naus i una cripta; annexa hi ha una antiga torre de vigilància, la Torre de l'Ermita. És un santuari marià al costat de la traça de l'antic Camí Reial i pertanyent a la Parròquia de Santa Maria. El primer esment escrit data del segle xiv, tot i que la construcció actual és del segle xviii. És de planta rectangular, resultat de la combinació dels estils arquitectònics renaixentista, barroc i neogòtic. Se celebra la seva festa patronal cada 8 de setembre.
Des del 2007, la cripta semisubterrània, que hom creu fou la primitiva església, va ser restaurada i transformada en sala de concerts.